# Tertiat
Das Tertiat oder Terziat ist im Jesuitenorden (Societas Jesu) die dritte (und letzte) Prüfungszeit, bevor die Priester in den Orden eingegliedert werden.
Während die Kandidatur und das Noviziat am Beginn der Ausbildung stehen, absolvieren die Mitglieder des Ordens das Tertiat am Ende ihrer Ausbildung. Dies gilt bei denen, die sich auf das Priesteramt vorbereiten, vor allem bei ihrem Studium der Philosophie und der Theologie. Das Tertiat dient der Erneuerung und Vertiefung ihrer ursprünglichen Berufung. Dazu studieren die Teilnehmer – in der Regel 8 bis 10 Jesuiten unter der Leitung eines Instruktors – die geistlichen Grundlagen des Ordens, machen erneut die dreißigtägigen Exerzitien und unterziehen sich Zeiten der Erprobung in besonderen pastoralen oder sozialen Situationen („Experimente“) in der Tradition des Ignatius von Loyola.
Die Ableitung des Wortes ist nicht ganz klar. Das Englische kennt wie das Deutsche eine eigene Wortbildung: Tertianship. In den auf Latein verfassten Satzungen des Ordens kommt der Ausdruck nicht vor; spätere Texte nennen es Tertia probatio. Das im Französischen heute übliche Wort Troisième An (Drittes Jahr) kann sich auf die Satzungen des Ordens Nr. 16 berufen, wo vom Tertiat nach "zwei vollen Jahren" Noviziat als "weiteres Jahr", also drittes Jahr genannt ist. Im Polnischen hingegen ist wie im Lateinischen das Tertiat die Trzecia Probacja, die Dritte Erprobung. Als erste Erprobung gilt dann nach den Satzungen Nr. 40 nach der nur wenige Wochen kurzen Kandidatur vor der zweiten Erprobung im Noviziat das Tertiat dann – Jahre später – als die dritte; diese Herleitung hat als die historisch wahrscheinlichere zu gelten.